# Kanton Vézelay
Kanton Vézelay (francouzsky Canton de Vézelay) byl francouzský kanton v departementu Yonne v regionu Burgundsko. Jeho střediskem byla obec Vézelay. Skládal se z 18 obcí. Zrušen byl po reformě kantonů 2014.

## Složení kantonu
| Obec                  | Počet obyvatel (2009) | PSČ   | INSEE |
| --------------------- | --------------------- | ----- | ----- |
| Asnières-sous-Bois    | 161                   | 89660 | 89020 |
| Asquins               | 324                   | 89450 | 89021 |
| Blannay               | 134                   | 89200 | 89044 |
| Brosses               | 284                   | 89660 | 89057 |
| Chamoux               | 86                    | 89450 | 89071 |
| Châtel-Censoir        | 668                   | 89660 | 89091 |
| Domecy-sur-Cure       | 385                   | 89450 | 89145 |
| Foissy-lès-Vézelay    | 149                   | 89450 | 89170 |
| Fontenay-près-Vézelay | 157                   | 89450 | 89176 |
| Givry                 | 181                   | 89200 | 89190 |
| Lichères-sur-Yonne    | 60                    | 89660 | 89225 |
| Montillot             | 280                   | 89660 | 89266 |
| Pierre-Perthuis       | 125                   | 89450 | 89297 |
| Saint-Moré            | 183                   | 89270 | 89362 |
| Saint-Père            | 370                   | 89450 | 89364 |
| Tharoiseau            | 67                    | 89450 | 89409 |
| Vézelay               | 461                   | 89450 | 89446 |
| Voutenay-sur-Cure     | 218                   | 89270 | 89485 |